# 狄歐拉·貝爾德
狄歐拉·林恩·貝爾德（英語：Diora Lynn Baird，1983年4月6日—），美國女演員和前模特兒。出演作品如電影《婚禮終結者》（2005年）、《輟學專家》（2006年）、《德州電鋸殺人狂：從頭開始》（2006年）、《花花性事》（2007年）、《壞壞惹人愛》（2008年）、《驚聲尖笑殺人狂》（2009年）和《玩命時刻》（2012年）。

## 早年
狄歐拉·貝爾德出生於佛羅里達州邁阿密。母親也是模特兒，為了讓女兒克服內向而送至表演班，貝爾德開始從事表演。後來，她成為了學校戲劇協會的副主席。
17歲時搬到洛杉磯，希望進入演藝圈。她為了在試鏡期間賺錢，在蓋璞兼職；成為盖尔斯的模特兒前，曾在兒童派對上當過小丑、餐飲服務商、服務生和學前教師。隨著登上《花花公子》雜誌2005年8月封面，貝爾德的曝光率大增。她與邁阿密的精英模特经纪公司簽約。

## 私生活
貝爾德2013年至2016年期間與強納森·坦戈結婚；產有一子。2017年，貝爾德透露正與喜劇演員麥夫·維奧拉（Mav Viola）交往。貝爾德向《倡導者》雜誌表示，多年認為自己是無性戀之後，已認定自己是女同性戀。2017年12月29日，貝爾德宣布她和維奧拉訂婚；但之後分手。

## 外部連結
- 狄歐拉·貝爾德在互联网电影资料库（IMDb）上的資料（英文）
- 在AllMovie上狄歐拉·貝爾德的頁面（英文）